# Ј-20 крагуј
Ј-20 Крагуј је лаки југословенски борбени авион, пројектовао га је Ваздухопловнотехнички институт 1962. године, а произвођен је у фабрици авиона Соко из Мостара. Развијен под утицајем позитивних искустава супротстављања непријатељу у условима партизанског ратовања, за дејство на привремено заузетој територији. Такође био је предвиђен за борбу против хеликоптера, пошто у његово време нису постојали брзи борбени хеликоптери.

## Развој и производња
Прототип авиона Ј-20 Крагуј полетео је 1962. године, а серијска производња је започела 1964. године. Произведене су две мање серије у фабрици авиона Соко, у Мостару. Укупна производња била је била (14 + 27) 41 авион. Према светским ваздухопловним стандардима тог времена ово је био типичан КОИН (COIN) авион. Скраћеница КОИН (енгл. COIN - counter insurgency), ознака је за авионе који су намењени за борбу против герилских покрета. Потреба за стварањем оваквог типа авиона настала је за време Хладног рата и сукоба ограниченог интензитета који су се одвијали широм планете. Процена је била да би у евентуалном сукобу непријатељ прво уништио аеродроме. Малих димензија и лак за одржавање, Крагуј је могао да полеће и слеће са кратких травнатих писта. Користио би се и на привремено заузетој територији, у условима партизанског ратовања.
Његово наоружање, иако није упоредиво са наоружањем савремених борбених авиона, било је у потпуности прилагођено његовој намени. Крагуј је наоружан са два митраљеза калибра 7,7 mm, а на подвесним носачима на крилима могао је да понесе две невођене ракете калибра 127 mm, две запаљиве бомбе од 150 kg или свежањ малих бомби од 2, 4 или 16 kg. Међутим, у условима савременог ратишта за Крагуја нема места. Преостали авиони постали су скупе играчке авио ентузијаста из целог света и експонати у музејима ваздухопловства.
Крагуј је био у оперативној употреби у „Територијалној одбрани“, где су резервни пилоти на њему одржавали тренажу. Становници бивше Југославије најдуже ће памтити по његовој улози у филму Партизанска ескадрила.

## Опис
Авион је са правоугаоним крилом, нискокрилац, једносед, металне конструкције са клипним мотором Лајкоминг GSO-480-BIAG, са снагом од 253 kW, са редуктором преносног односа 0,64:1. Елиса је HC-B3Z20-1, трокрака метална, променљивог корака, пречника 2,438 m.
Поседује фиксне стајне органе, са гумама точкова ниског притиска, тако да може полети и слети са сваке ливаде.
Наоружан је са два митраљеза калибра од 7,7 mm, смештена у крилу, са бојевим комплетом, сваки по 650 метака. Намерно је изабран мањи калибар, због већег броја метака за ноћно дуготрајније узнемиравање непријатеља.

### Перформансе
- Максимална брзина при земљи: 275
- Максимална брзина на висини 1 500 : 295
- Минимална брзина, са извученим закрилцима: 88
- Дужина стазе полетања: 175
- Дужина стазе слетања: 120 m[2]

### Алтернативно наоружање
На крилима поседује два споњна носача терета/наоружања, на њима алтернативно може носити:
- 2 х 100 kg, две бомбе
- 2 х 150 lit, две „напалм“ бомбе
- 2 х 150 kg, два свежња малих бомби
- 2 х ракете, калибар 127
- 2 х лансера, са 24 ракете од 57 mm[2]

|  |  |

## Изложени примерци
Ј-20 Крагуј
- № 30104, изложен у Музеју ваздухопловства у Београду.